# Alfred Binet
Alfred Binet (8. července 1857, Nice – 18. října 1911) byl francouzský psycholog a autor prvního běžně používaného testu inteligence.
Šlo o psychologa, který publikoval první moderní inteligenční test - Binet-Simonova inteligenční škála; v roce 1905. Jeho představený měl identifikovat studenty, kteří vyžadovali nadstandardní pomoc při zvládání učební látky. Spolu se svým spolupracovníkem Theodorem Simonem publikoval v letech 1908 a 1911 opravu své inteligenční škály, která se stala tou poslední těsně před jeho předčasnou smrtí. Další vylepšení Binet-Simonovy škály bylo publikováno v roce 1916 Lewisem M. Termanem ze Stanfordovy univerzity, který do ní začlenil návrh německého psychologa Williama Sterna, že jednotlivcova inteligenční úroveň by měla být měřena jako Inteligenční kvocient (I.Q.). Termanův test, který byl pojmenován Stanford-Binetova inteligenční škála, vytvořil základ pro jeden stále běžně používaný moderní inteligenční test.

## Binet a šachy
V roce 1894 vypracoval první psychologickou studii týkající se šachu. Zkoumal kognitivní vybavenost šachových mistrů. Binet předpokládal, že šachy záleží na fenomenologických kvalitách visuální paměti, ale po prozkoumání posudků šachových mistrů bylo vyvozeno, že paměť je pouze jeden článek řetězu kognice zapojeného do celého procesu hry. Bylo zjištěno, že pouze mistři dokázali úspěšně hrát bez druhého pohledu na šachovnici, zatímco začátečníci a pokročilí tento úkol shledali nemožným. Dále bylo zjištěno, že zkušenost, představivost a vzpomínky na abstraktní a konkrétní variace byly nutností ve velmistrovském šachu. Dráha psychologického výzkumu šachu byla obnovena v 50. letech 20. století Reubenem Finem a v 60. letech Adriaanem de Grootem.

## Publikace
- La psychologie du raisonnement; Recherches expérimentales par l'hypnotisme (1886; English translation, 1899), jeho první kniha.
- Perception intérieure (1887).
- Etudes de psychologie expérimentale (1888).
- Les altérations de la personnalité (1892; Anglický překlad, 1896).
- Introduction à la psychologie expérimentale (1894; se spoluautory).
- On Double Consciousness (1896).
- La fatigue intellectuelle (1898; se spoluautorem Henrim).
- La Suggestibilité (1900).
- Etude expérimentale de l'intelligence (1903).
- L'âme et le corps (1905).
- Les révélations de l'écriture d'après un contrôle scientifique (1906).
- Les enfants anormaux (1907; se spoluautorem Simonem).
- Les idées sur les enfants (1900).

Byl jedním z vydavatelů L'année psychologique, každoroční vydání zahrnující původní články a recenze o pokroku psychologie.